# Piney (Arkansas)
Piney es un lugar designado por el censo ubicado en el condado de Garland en el estado estadounidense de Arkansas. En el Censo de 2010 tenía una población de 4699 habitantes y una densidad poblacional de 254,75 personas por km².

## Geografía
Piney se encuentra ubicado en las coordenadas 34°30′10″N 93°8′42″O / 34.50278, -93.14500. Según la Oficina del Censo de los Estados Unidos, Piney tiene una superficie total de 18.45 km², de la cual 16.85 km² corresponden a tierra firme y (8.66%) 1.6 km² es agua.

## Demografía
Según el censo de 2010, había 4699 personas residiendo en Piney. La densidad de población era de 254,75 hab./km². De los 4699 habitantes, Piney estaba compuesto por el 88.91% blancos, el 4.23% eran afroamericanos, el 0.62% eran amerindios, el 0.64% eran asiáticos, el 0.02% eran isleños del Pacífico, el 2.75% eran de otras razas y el 2.83% pertenecían a dos o más razas. Del total de la población el 6.51% eran hispanos o latinos de cualquier raza.